# Digital III at Montreux
Digital III at Montreux — концертный альбом американской джазовой певицы Эллы Фицджеральд, записанный совместно с оркестром Каунта Бэйси и гитаристом Джо Пассом во время выступления музыкантов в рамках джазового фестиваля в Монтрё 12 июля 1979 года. Пластинка является третьей по счёту записью, сделанной в Монтрё, до этого Фицджеральд уже выпустила 2 концертных альбома: Montreux ’75 и Montreux ’77.
На 24-й церемонии «Грэмми» запись принесла Элле Фицджеральд награду в номинации «Лучшее женское джазовое вокальное исполнение».

## Список композиций
| №                   | Название                                     | Текст песни         | Музыка                        | Длительность |
| ------------------- | -------------------------------------------- | ------------------- | ----------------------------- | ------------ |
| 1.                  | «I Can’t Get Started»                        | Айра Гершвин        | Вернон Дюк                    | 3:47         |
| 2.                  | «Good Mileage»                               |                     | Деннис Уилсон                 | 7:17         |
| 3.                  | «I Don’t Stand a Ghost of a Chance with You» | Бинг Кросби         | Виктор Янг                    | 3:16         |
| 4.                  | «Flying Home»                                | Сидни Робин         | Бенни Гудмен, Лайонел Хэмптон | 8:05         |
| 5.                  | «I Cover the Waterfront»                     | Эдвард Хейман       | Джонни Грин                   | 3:49         |
| 6.                  | «Lil’ Darlin’»                               |                     | Нил Хефти                     | 4:41         |
| 7.                  | «In Your Own Sweet Way»                      |                     | Дэйв Брубек                   | 7:01         |
| 8.                  | «Oleo»                                       |                     | Сонни Роллинз                 | 4:51         |
| Общая длительность: | Общая длительность:                          | Общая длительность: | Общая длительность:           | 42:47        |

## Избранные участники записи
- Элла Фицджеральд — вокал.

Треки 1-2 — оркестр Каунта Бэйси:
- Каунт Бэйси — фортепиано.
- Митчелл Вуд, Билл Хьюз — тромбон.
- Пит Мингер, Сонни Кон — труба.
- Пол Коэн, Чарли Фоулкс, Эрик Диксон, Бобби Плейтер — саксофон.
- Джон Клейтон — контрабас.
- Бутч Майлс — барабаны.

Треки 3-4:
- Пол Смит — фортепиано.
- Фредди Грин — гитара.
- Кеттер Беттс — контрабас.
- Майки Рокер — барабаны.

Треки 5-6:
- Джо Пасс — гитара.

Треки 7-8:
- Нильс-Хенинг Орстед Педерсен — контрабас.